# Kunstjahr 1512
Liste der Kunstjahre

◄◄ | ◄ | 1508 | 1509 | 1510 | 1511 | Kunstjahr 1512 | 1513 | 1514 | 1515 | 1516 | ► | ►►

Weitere Ereignisse
Dieser Artikel behandelt das Kunstjahr 1512.

## Ereignisse

### Architektur

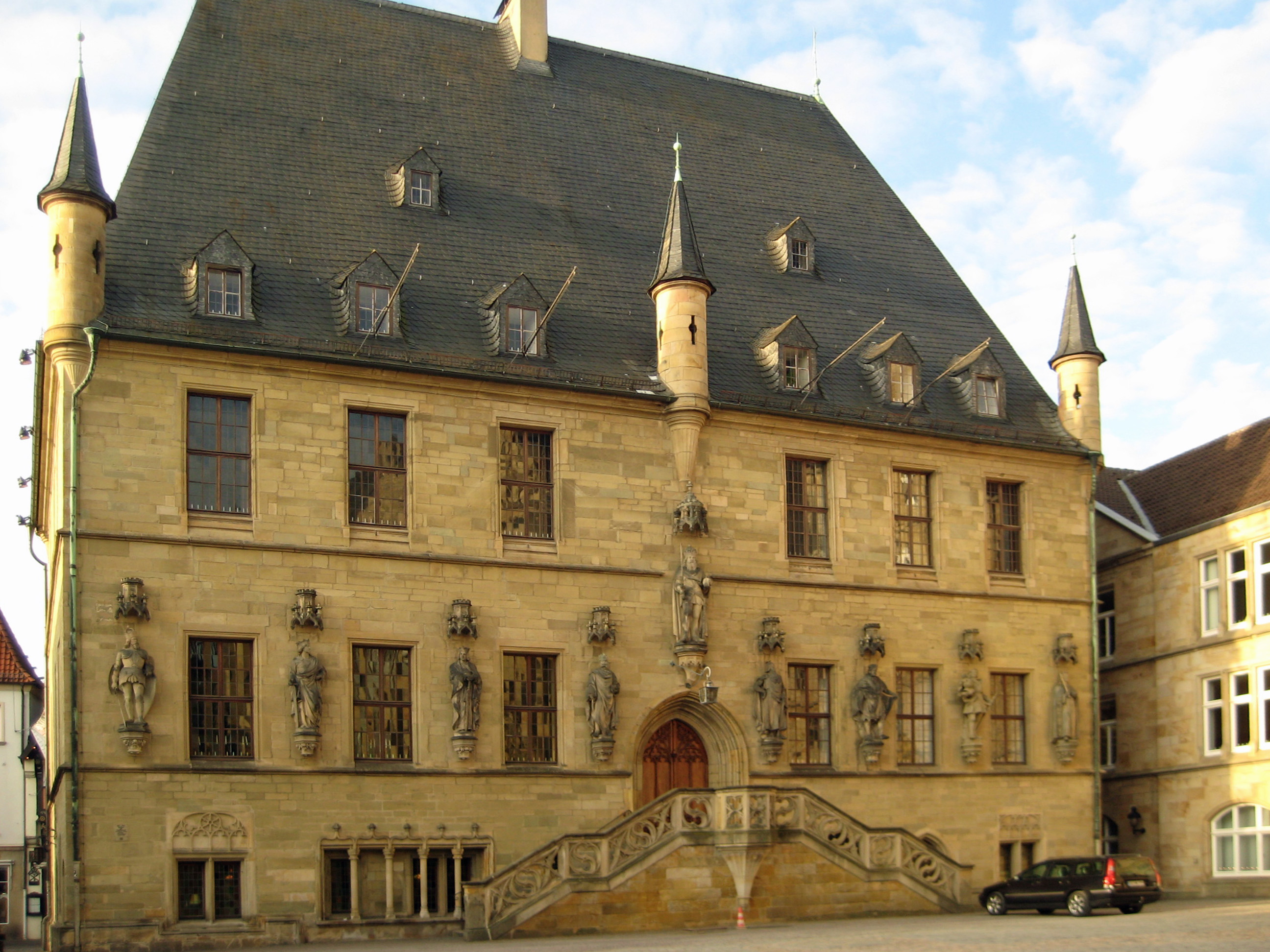
Das Rathaus von Osnabrück

- Das im Stil der Spätgotik errichtete Rathaus Osnabrück wird nach 25-jähriger Bauzeit fertiggestellt. Die Frontansicht wird durch ein 18 Meter hohes Walmdach bestimmt, dessen Höhe beinahe der sonstigen Höhe des Gebäudes von der Bodenplatte bis zur Traufe entspricht. Am unteren Ende des Daches befinden sich insgesamt sechs Türme, die an die Wach- und Ecktürme einer Festung erinnern.

### Sixtinische Kapelle

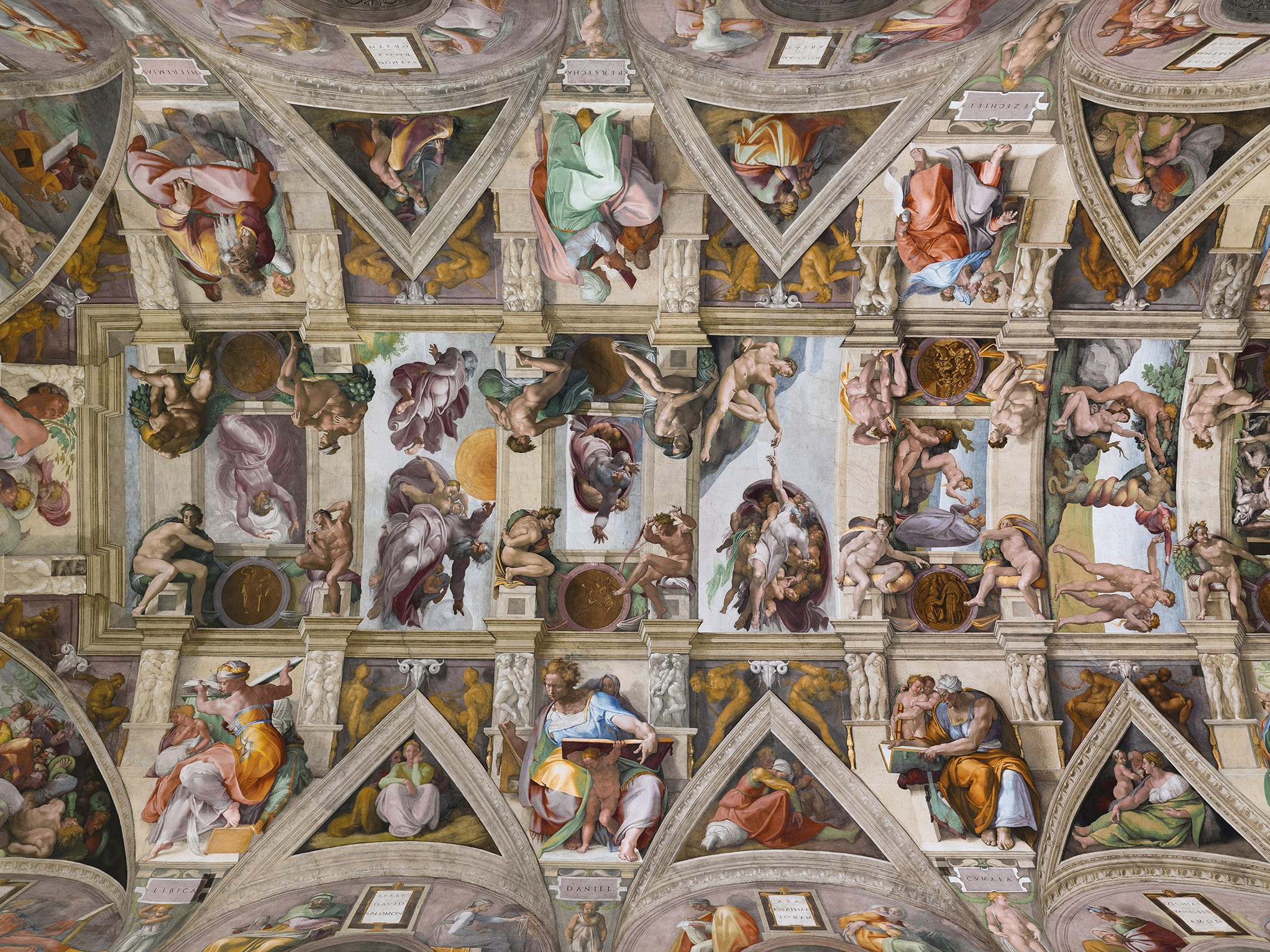
Decke der Sixtinischen Kapelle

Nach über vierjähriger Arbeitszeit wird am 1. November Michelangelo Buonarottis Deckengemälde in der Sixtinischen Kapelle in Anwesenheit des Auftraggebers Papst Julius II. feierlich enthüllt. Sie zeigen Szenen aus der Genesis auf insgesamt 520 m² mit 115 überlebensgroßen Charakteren. Insbesondere das Fresko Die Erschaffung Adams wird eines der berühmtesten Werke der Kunstgeschichte. Gleich nach der Fertigstellung der Deckenmalereien widmet Michelangelo sich wieder seinem bevorzugten Projekt, dem Grabmonument für Papst Julius II.

### Holzschnitt

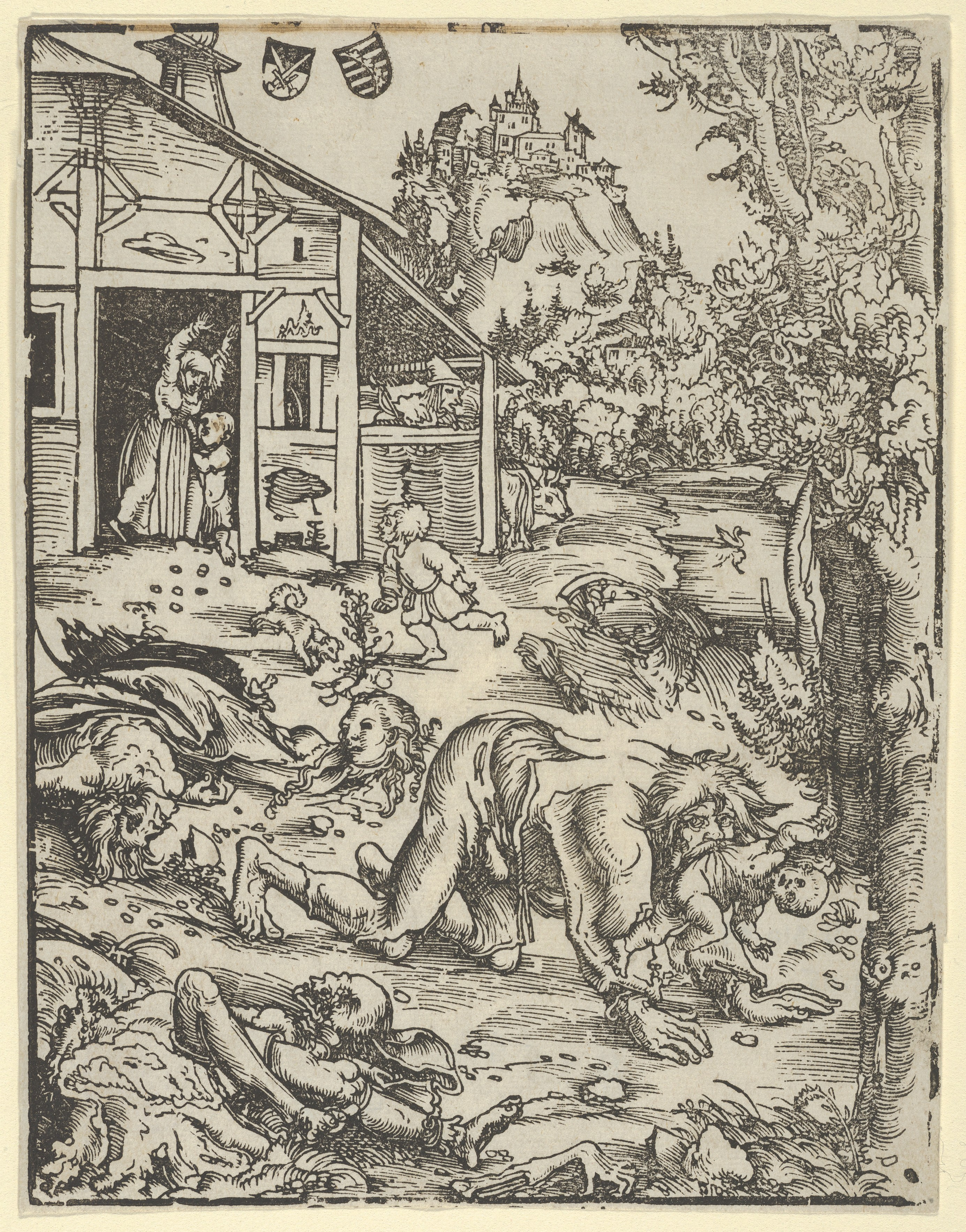
Werwolf

- Lucas Cranach der Ältere fertigt den Holzschnitt Werwolf.
- Kaiser Maximilian I. beauftragt Albrecht Dürer mit einem monumentalen Holzschnitt, der Ehrenpforte, angelehnt an die antiken Triumphbögen.

### Weitere Werke der Malerei
- Der Meister des Prenzlauer Hochaltars vollendet den Hochaltar der Marienkirche in Prenzlau.
- In der vor Kurzem fertiggestellten Villa des Bankiers Agostino Chigi im römischen Stadtteil Trastevere vollendet Raffael das Fresko Der Triumph der Galatea. Sebastiano del Piombo führt im selben Raum eine Darstellung des Riesen Polyphem aus.
- Raffael beginnt im Auftrag von Papst Julius II. aus Anlass der Einverleibung der Stadt Piacenza in den Kirchenstaat nach dem Sieg über die Franzosen im Vorjahr mit dem Werk Sixtinische Madonna für den Hochaltar der Klosterkirche San Sisto in Piacenza.

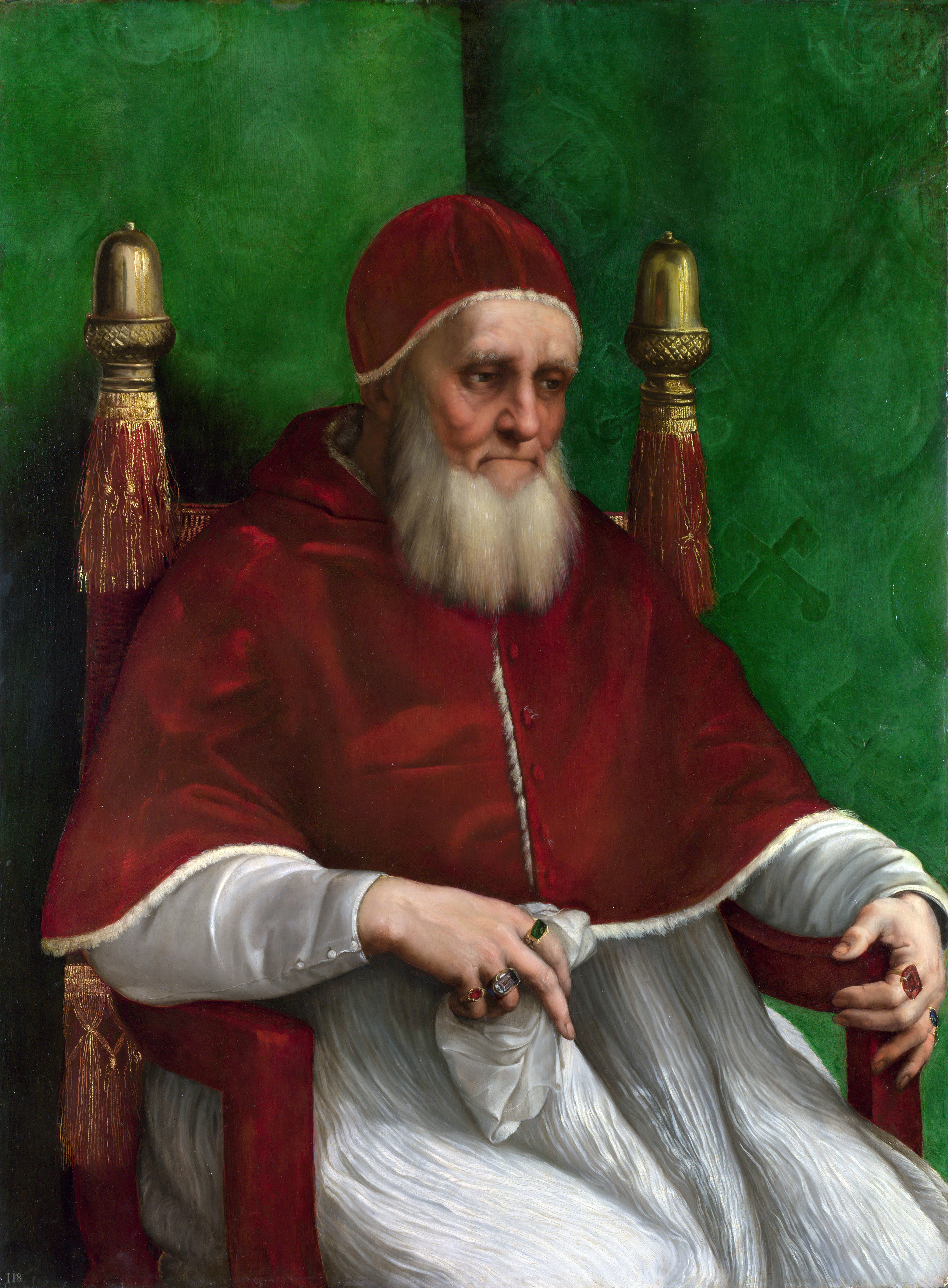
Porträt Julius’ II., National Gallery, London

- Raffaels Werkstatt fertigt in drei Fassungen das Bildnis Papst Julius II., ein Schlüsselwerk für das repräsentative Papstporträt der folgenden Jahrhunderte.

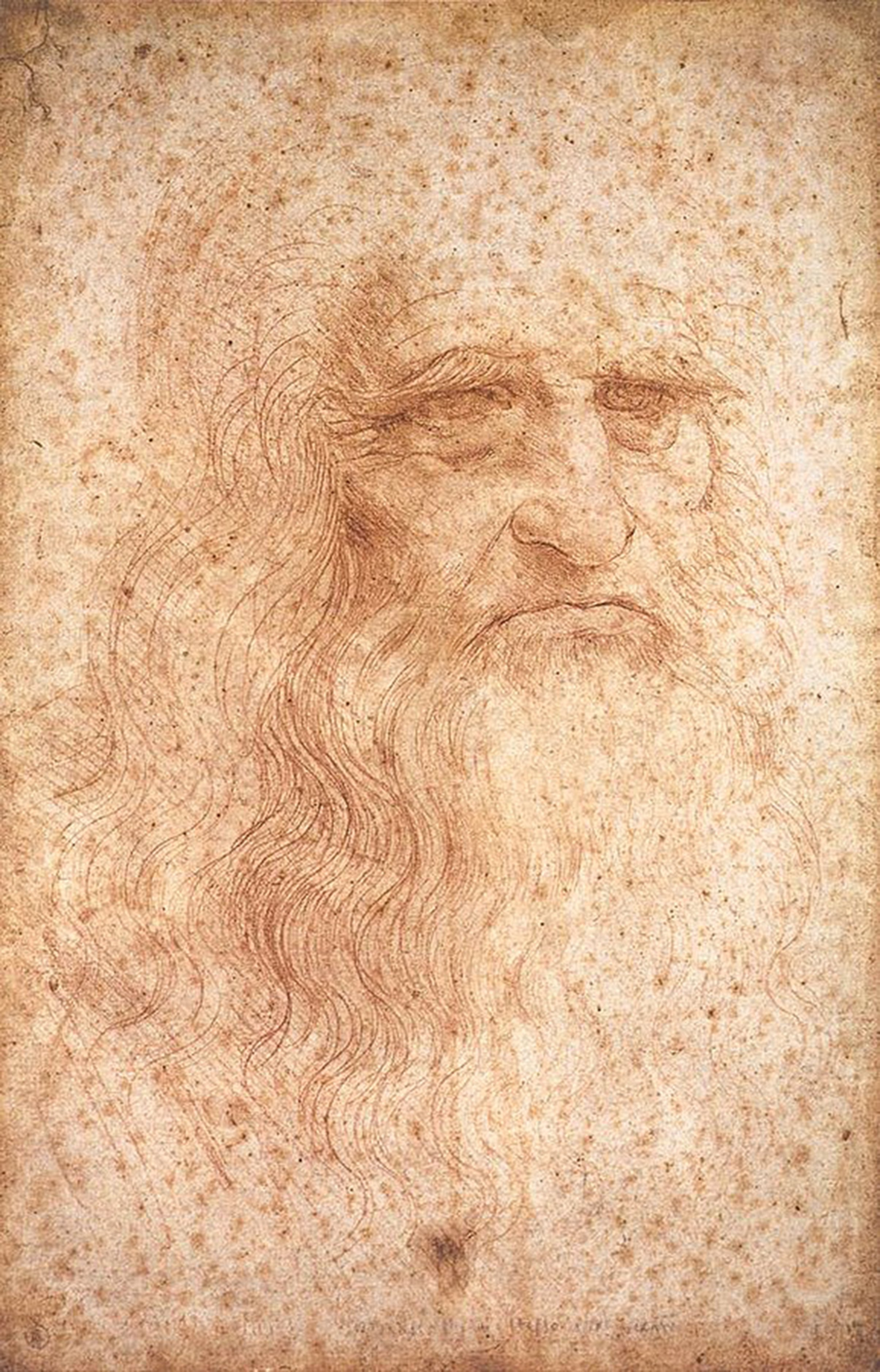
„Selbstbildnis“

- Um 1512 entsteht das sogenannte „Selbstbildnis“ von Leonardo da Vinci. Ob es sich bei dem Werk tatsächlich um ein Selbstporträt handelt, wird von Kritikern kontrovers diskutiert. Die Identität der dargestellten Person ist zweifelhaft und die Urheberschaft ist nicht gesichert.

## Geboren

### Geburtsdatum gesichert
- 5. März: Gerhard Mercator, Kartograf († 1594)

### Genaues Geburtsdatum unbekannt
- Galeazzo Alessi, italienischer Architekt († 1572)
- Prospero Fontana, italienischer Renaissancemaler († 1597)
- Urs Graf der Jüngere, Schweizer Goldschmied und Reisläufer († 1559)
- Johannes Holl, Augsburger Renaissance-Baumeister († 1594)
- Antonio da Ponte, italienischer Baumeister († 1597)

### Geboren um 1512
- Giovanni Sallustio Peruzzi, italienischer Architekt († 1572)

- Herman Posthumus, niederländischer Maler und Architekt († vor 1588)

## Gestorben

### Todesdatum gesichert
- 12. Februar: Burkhart Engelberg, Augsburger Steinmetz und Baumeister (* 1447)

### Genaues Todesdatum unbekannt
- Olivier van Ghent, flämischer Bildhauer (* 1470)
- Giovanni Marinoni, italienischer Maler (* um 1455)

### Gestorben um 1512
- Michel Colombe, französischer Bildhauer (* um 1430)

### Gestorben nach 1512
- Hans Raphon, deutscher Maler (* 1460/1470)